# Concerto pour piano no 2 de Hummel
Pour les articles homonymes, voir Concerto pour piano (homonymie).
Le Concerto pour piano no 2 en la mineur, opus 85, est un concerto pour piano et orchestre de Johann Nepomuk Hummel. Composé à Vienne en 1816, il est publié cinq ans plus tard en 1821.
Contrairement à son premier concerto en sol majeur, inspiré du classicisme mozartien, ce concerto est écrit dans un style proto-romantique qui préfigure les développements musicaux futurs et a notamment influencé les compositeurs Frédéric Chopin et Felix Mendelssohn. Il est composé des trois mouvements classiques du concerto : (rapide-lent-rapide) avec respectivement un allegro moderato, un larghetto et un rondo.

## Orchestration
| Instrumentation du concerto pour piano en la mineur                  |
| Soliste                                                              |
| 1 piano                                                              |
| Cordes                                                               |
| premiers violons, seconds violons, altos, violoncelles, contrebasses |
| Bois                                                                 |
| 2 hautbois, 1 flûte, 2 clarinette en la, 2 bassons                   |
| Cuivres                                                              |
| 2 cors en la, 2 trompettes en do                                     |
| Percussions                                                          |
| timbales                                                             |

## Structure
Ce concerto comporte trois mouvements qui suivent la forme classique.
1. Allegro moderato, à , en la mineur, 472 mesures.
2. Larghetto, à 
, en fa majeur, 49 mesures.
3. Rondo : Allegretto, à 
, en la mineur, 476 mesures.

Durée de l'interprétation : environ 30 minutes.
Début de l'Allegro moderato :
Début du Larghetto :

Le troisième mouvement commence par un solo du soliste qui expose le refrain comme il est d'usage dans les formes classiques du rondo :